# Мини-бар

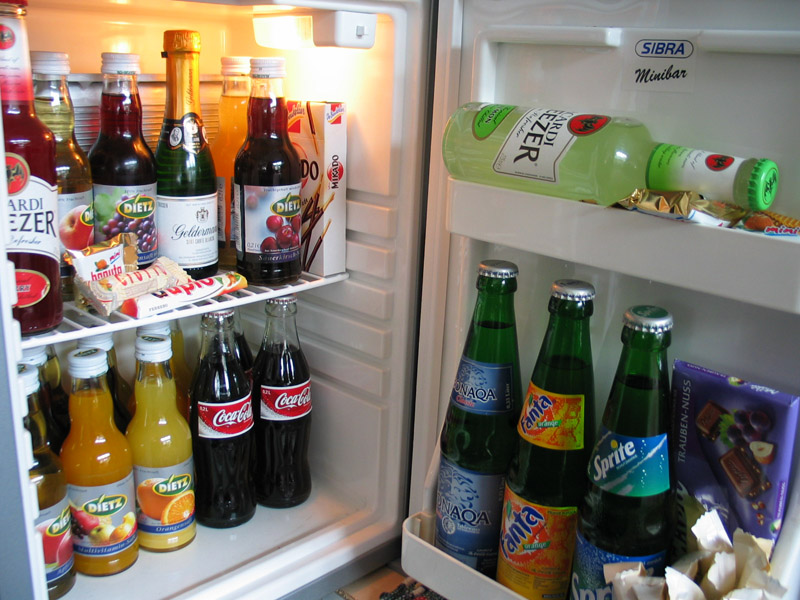
Мини-бар Sibra

Мини-бар — небольшой холодильник с напитками, присутствующий в гостиничных номерах. В виде небольшого холодильника впервые был разработан немецкой компанией Siegas в начале 1960-х годов. Цены на представленные напитки и продукты питания обычно в несколько раз выше, чем в магазинах или ресторане этой же гостиницы.
Большая часть 4- и 5-звёздочных отелей в мире имеют мини-бары. В высококлассных гостиницах для постоянных клиентов держат напитки и снеки, заранее подготовленные для этого гостя на основании его предпочтений в прошлые заезды.
В 1988 году Bartech Automatic System установила первые автоматизированные мини-бары в «Хилтон Женева». Автоматизированная система упрощает работу с мини-барами и уменьшает издержки. Она записывает все изъятия предметов из мини-бара и составляет для сотрудников заведения список, в какие комнаты и какой набор продуктов следует занести.

## Конструкция и потребление энергии
В отличие от полноразмерных холодильников, работающих на компрессионной холодильной машине, мини-бары обычно снабжены абсорбционной холодильной машиной. В качестве хладагента используется аммиак, который взаимодействует с абсорбентом — водой, перенося тепло по холодильному контуру. Такое холодильное оборудование работает бесшумно, что позволяет использовать фригобары в гостиничных номерах, кабинетах и даже спальнях. Часто они используются и в барах или торговых залах ресторанов.
Абсорбционные холодильные установки, работающие на электричестве, менее эффективны по сравнению с компрессионными, которые используются в обычных холодильниках. Поэтому фригобары как правило потребляют больше электроэнергии, чем компрессионные холодильники аналогичной вместимости. Следуя общей тенденции повышения энергоэффективности, производители мини-баров стремятся сократить потребление энергии. Некоторые современные фригобары расходуют её в несколько раз меньше обычных моделей.